# 珍妮絲·狄金森
珍妮絲·狄金森（英語：Janice Dickinson，1955年2月15日—）美国模特。她是超級名模生死鬥第一季至第四季的评审之一。

## 家庭背景
- 父親雷·狄金森（Ray Dickinson）具有白俄羅斯血統，母親Jennie Pietrzykoski則具有波蘭、愛爾蘭和日本血統。1957年隨著雙親搬到佛羅里達州的好萊塢。妹妹黛比·狄金森（Debbie Dickinson），也是一位模特。珍妮絲本人有三次離婚紀錄，她的歷任丈夫如下。
- Albert Gerston
- Simon Fields 育有一子Nathan Fields
- Alan B. Bursteen

## 個人風格
珍妮絲以敢言的風格和潑辣的言辭而聞名，在超級名模生死鬥當中的毒舌評論更是毫不掩飾，相當直接。當中有些參賽女孩因為她的評論，自信心大受打擊。但珍妮絲本人卻是相當堅持有話直說的原則，成為節目的一個賣點。而她在節目當中也不斷地強調她是全世界第一位超級名模。

## 卸任评审
有消息指出，珍妮絲後來與主持人泰拉發生爭執，因此從第五季開始不再擔任评审。之後她的评审位置由崔姬(Twiggy)接任，她則以其他的身份出現在節目中。

## 其他方面
- 珍妮絲被認為與第四季參賽者的布蘭妮（Brittany Brower）長的很像。評審之一的Jay Manuel也提到說當他在評鑑布蘭妮的相片時，布蘭妮的照片讓他想起早期的珍妮絲·狄金森。
- 珍妮絲後來自己也開創了一個以訓練模特為主題的真人電視秀，「The Janice Dickinson Modeling Agency」。
- 紐約「每日新聞」（New York Daily News）報導，珍妮絲狄金森在「娛樂今夜」（Entertainment Tonight）訪問表示，1982年曾在加州塔霍湖（Lake Tahoe）飯店，遭比爾寇斯比(Bill Cosby)性侵。[2]

## 站外鏈結
- 珍妮絲·狄金森在互联网电影资料库（IMDb）上的資料（英文）
- NNDB: Tracking the entire world （页面存档备份，存于） （個人資料）